# Monostaechas fisheri
Monostaechas fisheri is een hydroïdpoliep uit de familie Halopterididae. De poliep komt uit het geslacht Monostaechas. Monostaechas fisheri werd in 1905 voor het eerst wetenschappelijk beschreven door Nutting. 